# Joa Korhonen
Joa Korhonen, ursprungligen Jorma Korhonen, född 1980, är en finländsk musiker och målare. Han är särskilt känd som sångare-gitarrist och låtskrivare i bandet Sara. Gruppen och Korhonen är från Kaskö.
Korhonens första egna band var Kellariväke, som senare blev Sara, som spelade på punkspelningar. Förutom Sara har Korhonen spelat i Pedestrian's Motor och med Jenni Nieme i Meadow Island-duon. Korhonen har även gett ut solomusik under namnet As They Slowly Travel to the Sea. Korhonen komponerade och skrev även sånger för Irina.
Förutom musik är Joa Korhonen målare. Han studerade visuellt uttryck i Jurva ett tag. Korhonen har hållit konstutställningar i till exempel Helsingfors.